# Medaglia della maternità
La medaglia della maternità è stata un premio statale dell'Unione Sovietica.

## Storia
La medaglia venne istituita l'8 luglio 1944 e fu assegnata per la prima volta il 6 dicembre 1944.

## Classi
La medaglia disponeva delle seguenti classi di benemerenza:
- I classe
- II classe

| I Classe | I Classe | II Classe | II Classe |
|          |          |           |           |

## Assegnazione
La II Classe veniva assegnata alle madri che hanno cresciuto cinque figli, la I Classe alle madri che hanno cresciuto sei figli.

## Insegne
- La medaglia era in argento per la I Classe e in ottone per la II Classe. Il dritto recava un busto di una madre col suo bambino. Nella parte superiore vi era una stella con raggi radianti. Lungo il bordo vi era una stretta corona d'alloro. Nella parte inferiore vi era la scritta "URSS".